# Бура бойга
Бура бойга (Boiga irregularis) — вид деревних отруйних змій, поширений на східному та північному узбережжі Австралії, на Новій Гвінеї та багатьох островах північно-східної Меланезії. Інша назва «коричнева бойга».

## Опис
Загальна довжина сягає 3 м. Голова сплощена зверху, різко відмежована від шиї. Очі великі, зіниця вертикальна. Хвіст довгий і чіпкий. Забарвлення однотонне — коричневе з темнуватим відтінком, що може переходити до бурого.

## Спосіб життя
Мають здібність до повзання деревами. Здатна «перестрибувати» відстані до 1,5 м, відштовхуючись хвостом від гілки. Втім, змії простіше підніматися вгору, ніж витягатися через горизонтальні прірви. Живиться переважно різними птахами, гризунами.
Бура бойга також може пересуватися унікальним чином, скручуючись у петлю. Це дозволяє тварині підніматися до гнізд птахів по гладких вертикальних стовбурах або навіть залізних стовпах. Змія обкручується навколо, зачіпляючись хвостом за власне тіло, та злегка вигинаючись повільно просувається вгору.

## Інтродукція на Гуам
Наприкінці Другої світової війни цей вид був завезений на Гуам. Хоча змія не дуже отруйна і майже не становить загрози для людини, втім, вона стала справжнім лихом. Змії знищили 9 з 11 видів тварин, що існували на Гуамі. Також часто вони призводять до замикання дротів високої напруги. Раніше на Гуамі змій не було, тепер густота їх населення складає 2000 особин на квадратний кілометр — одна з найвищих у світі.
У 2013 році в Національному центрі досліджень дикої природи, який працює під егідою Міністерства сільського господарства США, було прийнято рішення про суттєве скорочення гуамської популяції коричневої бойги. Для цього в грудні 2013 року на місця найбільшого скупчення змій (в основному джунглі) були скинуті з вертольотів мертві мишенята, начинені парацетамолом — смертельною для коричневої бойги отрутою.